# Delegationen för krigsskadeståndsindustrin
Delegationen för krigsskadeståndsindustrin var i Finland ett organ tillsatt av statsrådet i oktober 1944 med uppgift att organisera krigsskadeståndsproduktionen, att övervaka anskaffandet, tillverkningen och överlåtelsen av krigsskadeståndsvaror, att ingå leveransavtal med näringsidkare och att fastställa statens andel av skadeståndsleveranserna. Ett delegationen underställt ämbetsverk, SOTEVA (efter Sotakorvausteollisuuden valtuuskunta, den finska benämningen på delegationen), inrättades; detta hade 520 anställda sommaren 1948, då verksamheten var som mest omfattande. Delegationen började avvecklas sedan de sista skadeståndsleveranserna skett hösten 1952 och indrogs helt 1954.